# Campeonato Brasiliense de Futebol de 2017 - Segunda Divisão
O Campeonato Brasiliense de Futebol de 2017 da Segunda Divisão, foi a 21ª edição da era profissional do Campeonato Brasiliense, da segunda divisão do estadual de futebol realizado no Distrito Federal e organizado pela Federação de Futebol do Distrito Federal. Será disputado por 10 times, dos quais 2 serão promovidos à divisão principal, sendo o campeonato disputado em pontos corridos e em turno único. Inicialmente a segunda divisão contaria com 9 equipes, mas a equipe do Capital foi inclusa na competição.

## Fórmula de disputa
A competição será disputada em duas fases. Na primeira, as equipes serão divididas em dois grupos e os times se enfrentarão no formato de grupo contra grupo, em jogo único. Serão classificados para a segunda fase os dois melhores de cada chave, fazendo o cruzamento olímpico. A final da 21ª edição será disputada em partida única em um campo neutro. Os finalistas garantirão vaga no Candangão 2018.

## Participantes
| Equipe          | Localidade     | Em 2016        | Estádio          | Capacidade | Títulos         |
| Bolamense       | Bolamense      | 4º             | Serejão          | 27 000     | Nenhum          |
| Brazlândia      | Brazlândia     | 8º             | Chapadinha       | 3 000      | 2 (2007 e 2011) |
| Botafogo        | Novo Gama (GO) | 5°             | Bezerrão         | 20 000     | Nenhum          |
| Capital [CAP]   | Guará          | Não Participou | CAVE             | 7 000      | 1 (2005)        |
| Ceilandense     | Ceilândia      | 6º             | Abadião          | 4 000      | 1 (2009)        |
| CFZ de Brasília | Brasília       | 3º             | Abadião          | 4 000      | 1 (2010)        |
| Cruzeiro        | Cruzeiro       | 11°(1°divisão) | Ninho do Carcará | 1 000      | Nenhum          |
| Legião          | Brasília       | Não Participou | Mané Garrincha   | 40 000     | 1(2007)         |
| Planaltina      | Planaltina     | 7º             | Adonir Guimarães | 6 000      | Nenhum          |
| Samambaia       | Samambaia      | Não Participou | Rorizão          | 6 000      | 1 (2014)        |

- CAP: ^  O Capital disputará a competição com uma parceria com a equipe do Desportivo UnB. [3]

## Primeira Fase

### Classificação

#### Grupo A2
- As equipes do Ceilandense e Planaltina decidiram não entrar em campo pela 5ª rodada do campeonato. As duas equipes perdem por W.O. Cada equipe totaliza uma derrota por 3 - 0. [4]

## Desempenho por rodada

### Grupo A1
Clubes que lideraram o Grupo A1 ao final de cada rodada:
| Rodadas | Rodadas | Rodadas | Rodadas | Rodadas |
| ------- | ------- | ------- | ------- | ------- |
| 1       | 2       | 3       | 4       | 5       |
| LEG     | SAM     | SAM     | SAM     | SAM     |

### Grupo A2
Clubes que lideraram o Grupo A2 ao final de cada rodada:
| Rodadas | Rodadas | Rodadas | Rodadas | Rodadas |
| ------- | ------- | ------- | ------- | ------- |
| 1       | 2       | 3       | 4       | 5       |
| BRA     | CFZ     | CFZ     | BRA     | CFZ     |

## Segunda Fase
Em itálico, os times que possuem o mando de campo no primeiro jogo do confronto e em negrito os times classificados.
|  | Semifinais      | Semifinais | Semifinais | Semifinais |   |           | Final | Final |
|  |                 |            |            |            |   |           |       |       |
|  | Botafogo        | 0          | 0          | 0          |   |           |       |       |
|  | Samambaia       | 1          | 1          | 2          |   |           |       |       |
|  | Samambaia       | 1          | 1          | 2          |   | Samambaia | 1     |       |
|  |                 |            |            |            |   | Samambaia | 1     |       |
|  |                 | Bolamense  | 2          |            |   |           |       |       |
|  | Bolamense       | Bolamense  | 2          | 1          | 1 | 2         |       |       |
|  | Bolamense       |            |            | 1          | 1 | 2         |       |       |
|  | CFZ de Brasília | 0          | 1          | 1          |   |           |       |       |

## Premiação
| Campeonato Brasiliense de 2017 - Segunda Divisão |
| Taguatinga                                       |
| ------------------------------------------------ |
| Bolamense Campeão (1º título)                    |